# Tropidacris
Genre
Synonymes
- Eutropidacris Hebard, 1923

Tropidacris est un genre d'insectes orthoptères de la famille des Romaleidae.

## Distribution
Les espèces de ce genre se rencontrent en Amérique du Sud et en Amérique centrale.

## Liste des espèces
Selon Orthoptera Species File (21 juillet 2018) :
- Tropidacris collaris (Stoll, 1813)
- Tropidacris cristata (Linnaeus, 1758)
- Tropidacris descampsi Carbonell, 1986

## Systématique et taxinomie
Ce genre a été décrit par l'entomologiste américain Samuel Hubbard Scudder en 1869. Tropidacris cristata  (Linnaeus, 1758) en est l'espèce type.

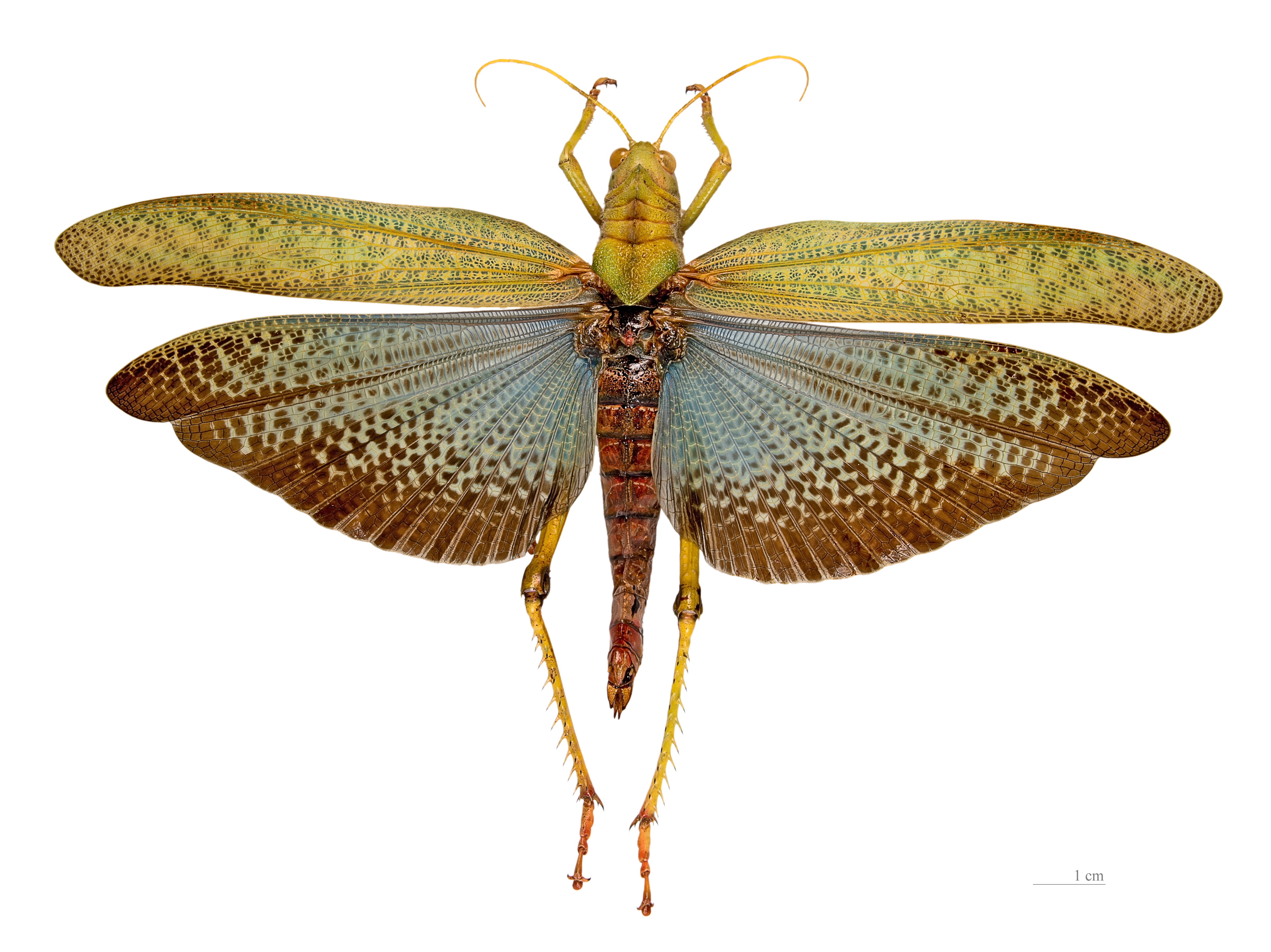
Tropidacris collaris
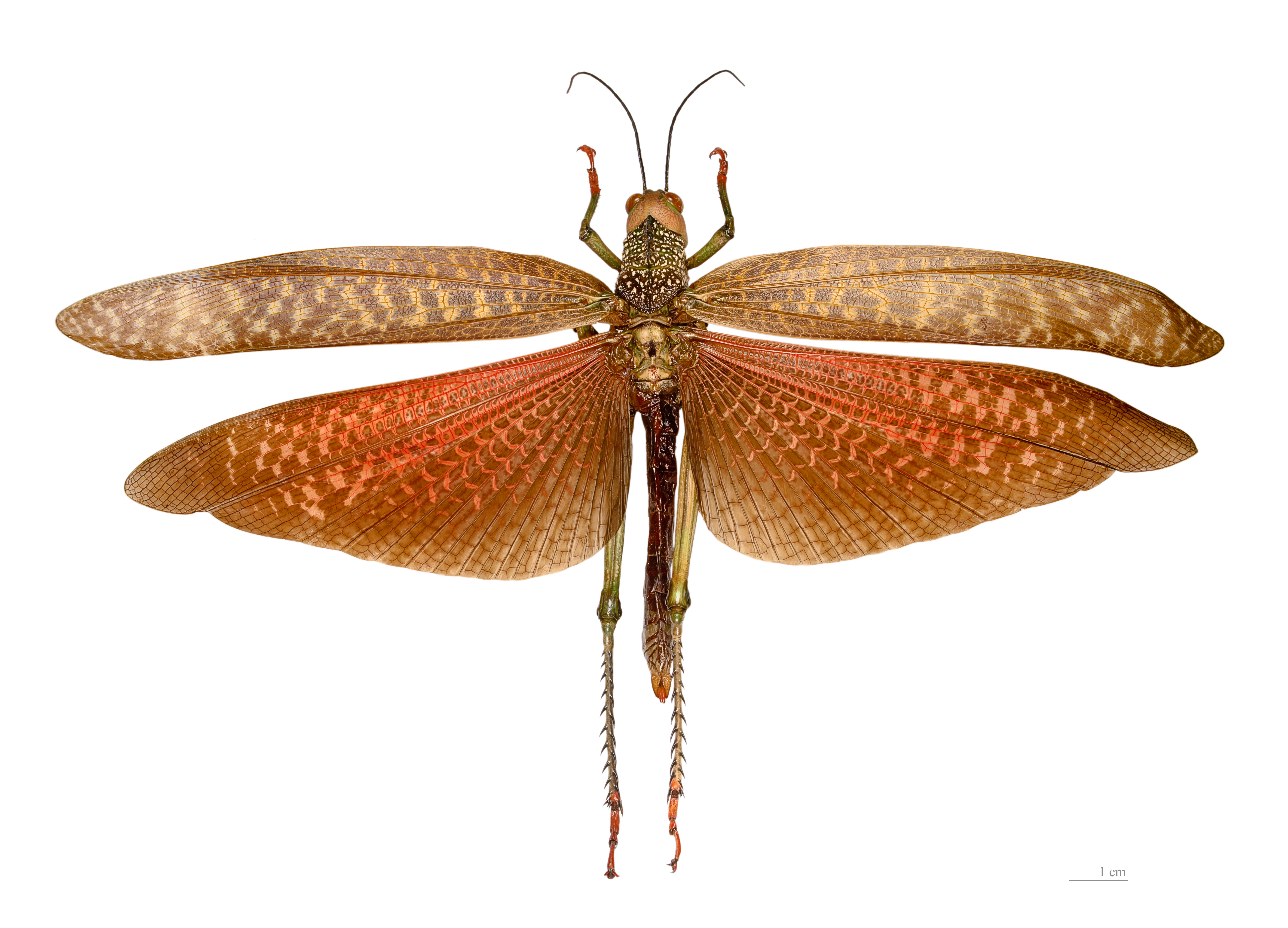
Tropidacris cristata

## Publication originale
- Scudder, 1869 : A study of the gigantic lobe-crested grasshoppers of South and Central America. Proceedings of the Boston Society of Natural History, vol. 12, p. 345-355.